# Miodary (Opole)
Pour l’article homonyme, voir Miodary (Basse-Silésie).
Miodary est une localité polonaise de la gmina de Świerczów, située dans le powiat de Namysłów en voïvodie d'Opole.